# Brum
Brum (eller Tøf Tøf) er en britisk tv-serie for børn, som blev produceret fra 1991 til 2002 i 67 afsnit a 10 til 15 minutter. I Danmark blev serien vist i starten af 2000'erne omdøbt til Brum, som er den britiske originaltitel.

## Handling
Alle afsnittene i serien tager udgangspunkt i, at den lille gule veteranbil Brum/Tøf Tøf sniger sig ud af veteranbilmuseet, uden ejeren opdager det, og begiver sig ud på eventyr. Det ender som regel med, at han hjælper et barn eller fanger nogle forbrydere, inden han vender tilbage til sin ejer, som ikke har bemærket, at han har været væk. Dog finder han altid en ny ting på bagsædet af Brum, som Brum har fået med sig fra sit eventyr.
| Fjernsyn | Spire Denne artikel om et tv-program er en spire som bør udbygges. Du er velkommen til at hjælpe Wikipedia ved at udvide den. |